# Ludomir Tokarzewski
Ludomir Tokarzewski (ur. 21 marca 1921 we Lwowie, zm. 16 czerwca 1996) – profesor nauk chemicznych na Wydziale Matematyki, Fizyki i Chemii Uniwersytetu Śląskiego. Specjalizował się w syntezie i badaniu właściwości polimerów. Autor 104 prac oryginalnych, 15 książek i skryptów, 53 patentów, 98 ekspertyz; promotor 30 prac doktorskich. Odznaczony Złotym Krzyżem Zasługi w 1968, Krzyżem Kawalerskim OOP w 1973 oraz Krzyżem Oficerskim OOP w 1987.